# Euphorbia lawsonii
Euphorbia lawsonii es una especie de fanerógama perteneciente a la familia de las euforbiáceas.  Es originaria de India donde se distribuye por Karnataka y Tamil Nadu.

## Taxonomía
Euphorbia lawsonii fue descrita por Binojk. & Dwarakan y publicado en Rheedea 4(1): 60. 1994.
Etimología
Euphorbia: nombre genérico que deriva del médico griego del rey Juba II de Mauritania (52 a 50 a. C. - 23), Euphorbus, en su honor – o en alusión a su gran vientre –  ya que usaba médicamente Euphorbia resinifera. En 1753 Carlos Linneo asignó el nombre a todo el género.
lawsonii: epíteto otorgado en honor del botánico inglés Marmaduke Alexander Lawson (1840 - 1896), quien recolectó la planta en la India.
Sinonimia
- Chamaesyce lawsonii (Binojk. & Dwarakan) V.S.Raju	[4][5]